# اصول جنگ
اصول جنگ (انگلیسی: Principles of war) قوانین و دستورالعمل‌هایی هستند که حقایقی را در عمل جنگ و عملیات نظامی نشان می‌دهند.
اولین اصول شناخته شده جنگ توسط سون تزو، حدود ۵۰۰ سال پیش از میلاد، و همچنین چاناکیا در کتاب ارته‌شاستره حدود ۳۵۰ سال پیش از میلاد ثبت شده‌اند. نیکولو ماکیاولی «قوانین عمومی» خود را در سال ۱۵۲۱ منتشر کرد که خود از روی کتاب قوانین عمومی جنگ اثر وجتیوس الگوبرداری شده بودند. آنری، دوک روآن، «راهنماهای» جنگ خود را در سال ۱۶۴۴ تدوین کرد.
مارکی دو سیلوا «اصول» جنگ خود را در سال ۱۷۷۸ ارائه داد. هنری لوید نسخه خود از «قوانین» جنگ و همچنین «اصول» جنگ خود را در سال ۱۷۸۱ ارائه داد. سپس در سال ۱۸۰۵، آنتوان-هنری ژومینی «اصول» جنگ نسخه ۱، «رزومه آموزشی» و «اصول» جنگ نسخه ۲ خود را منتشر کرد. کارل فون کلاوزویتس نسخه خود را در سال ۱۸۱۲ با تکیه بر آثار نویسندگان قبلی نوشت.
هیچ‌گونه اصول جنگی، مورد توافق دانشگاه‌های جهانی وجود ندارد. اصول جنگ با دکترین نظامی نیروهای مختلف نظامی گره خورده است. دکترین، به نوبه خود، استراتژی و تاکتیک را پیشنهاد می‌دهد اما دیکته نمی‌کند.